# Franco Harris
Franco Harris (Fort Dix, New Jersey, 7 maart 1950 - Sewickley, Pennsylvania, 20 december 2022) was een Amerikaans Americanfootballspeler voor de Pittsburgh Steelers en de Seattle Seahawks in de National Football League. Harris speelde als running back, won viermaal de Super Bowl en is in 1990 opgenomen in de Pro Football Hall of Fame.